# Nipo-americano
Os nipo-estadunidenses são americanos da ascendência japonesa que são residentes e/ou cidadãos dos Estados Unidos.
Os nipo-americanos foram historicamente dentre as três maiores comunidades americanas Asiáticas, mas em décadas recentes tornaram-se o sextos maiores (em aproximadamente 1.411.188, incluindo aqueles da mistura-de-raça (mestiços), ou da mistura-de-etnicidade).
No censo de 2010, as maiores comunidades japonesas estavam em Califórnia com 272.580, em Hawaii com 185.502, em Washington com 35.008, em New York com 37.708, e em Illinois com 17.542.
Todos os anos, aproximadamente 7.000 imigrantes japoneses entram nos portos dos Estados Unidos, compreendendo aproximadamente 4% da imigração da Ásia; entretanto, a imigração é realmente significativamente menor porque alguns nipo-americanos mais velhos emigram para a seu país ancestral.

## Alguns nomes
- Mitski, cantora
- Myoui Mina, integrante do TWICE
- Dan Osman, montanhista
- Devon Aoki, atriz
- Mike Shinoda, músico
- Pat Morita, ator
- James Iha, músico
- George Takei, ator
- Hiro Yamamoto, músico
- Yuna Ito, cantora
- Lisa Onodera, cineasta
- Masi Oka, ator
- Hikaru Utada, cantora
- Yoko Zetterlund, jogadora de volei
- Yoko Ono, cantora
- Bianca Ryan, cantora
- Jessica Sutta, cantora
- Rex Walters, jogador de basquete
- Roger Yasukawa, piloto da Indy Racing League
- Roger Shimomura artista e professor universitário
- Daniel Inouye político (parlamentar / congressista)
- Kim Coco Iwamoto educadora (administradora do sistema educacional do Havaí)